# Sivry-Rance
Sivry-Rance (pcd. Chevri-Rance) – miejscowość i gmina (commune) w Belgii, w Regionie Walońskim, w prowincji Hainaut, w okręgu Thuin. 1 stycznia 2024 r. liczyła 4871 mieszkańców. Powierzchnia gminy wynosi 73,56 km², a jej gęstość zaludnienia wynosi 66 osób/km².

## Podział administracyjny
W skład gminy wchodzi pięć dzielnic (section):
- Grandrieu
- Montbliart
- Rance
- Sautin
- Sivry

## Współpraca
Miejscowość partnerska:
- Grandrieu, Francja